# Superprestige
Superprestige je seriál osmi závodů v cyklokrosu, které se jedou na území Belgie a Nizozemska. Konají se v říjnu až lednu. Seriál se pořádá každoročně od roku 1983. Dohlíží na něj organizace Flanders Classics. Nejúspěšnějším účastníkem je Sven Nys, který vyhrál 64 závodů a 13 ročníků.

## Závody
- Gieten
- Ruddervoorde
- Boom
- Gavere
- Zonhoven
- Diegem
- Hoogstraten
- Middelkerke

## Vítězové

### Muži
| Sezóna    | Vítěz                |
| --------- | -------------------- |
| 1982-1983 | Hennie Stamsnijder   |
| 1983-1984 | Hennie Stamsnijder   |
| 1984-1985 | Roland Liboton       |
| 1985-1986 | Roland Liboton       |
| 1986-1987 | Hennie Stamsnijder   |
| 1987-1988 | Roland Liboton       |
| 1988-1989 | Hennie Stamsnijder   |
| 1989-1990 | Danny De Bie         |
| 1990-1991 | Radomír Šimůnek      |
| 1991-1992 | Radomír Šimůnek      |
| 1992-1993 | Daniele Pontoni      |
| 1993-1994 | Daniele Pontoni      |
| 1994-1995 | Radomír Šimůnek      |
| 1995-1996 | Luca Bramati         |
| 1996-1997 | Adrie van der Poel   |
| 1997-1998 | Richard Groenendaal  |
| 1998-1999 | Sven Nys             |
| 1999-2000 | Sven Nys             |
| 2000-2001 | Richard Groenendaal  |
| 2001-2002 | Sven Nys             |
| 2002-2003 | Sven Nys             |
| 2003-2004 | Bart Wellens         |
| 2004-2005 | Sven Nys             |
| 2005-2006 | Sven Nys             |
| 2006-2007 | Sven Nys             |
| 2007-2008 | Sven Nys             |
| 2008-2009 | Sven Nys             |
| 2009-2010 | Zdeněk Štybar        |
| 2010-2011 | Sven Nys             |
| 2011-2012 | Sven Nys             |
| 2012-2013 | Sven Nys             |
| 2013-2014 | Sven Nys             |
| 2014-2015 | Mathieu van der Poel |
| 2015-2016 | Wout van Aert        |
| 2016-2017 | Mathieu van der Poel |
| 2017-2018 | Mathieu van der Poel |
| 2018-2019 | Mathieu van der Poel |
| 2019-2020 | Laurens Sweeck       |
| 2020-2021 | Toon Aerts           |

### Ženy
| Sezóna    | Vítězka         |
| --------- | --------------- |
| 2015-2016 | Sanne Cant      |
| 2016-2017 | Sanne Cant      |
| 2017-2018 | Sanne Cant      |
| 2018-2019 | Sanne Cant      |
| 2019-2020 | Ceylin Alvarado |
| 2020-2021 | Lucinda Brand   |